# I Can See Clearly Now
I Can See Clearly Now è un brano musicale scritto e registrato da Johnny Nash. È stato un singolo estratto dall'album omonimo, pubblicato nel 1972 che ha raggiunto la prima posizione nella Billboard Hot 100 per quattro settimane, la quinta nella Official Singles Chart e la nona in Irlanda.
Molte cover della canzone sono state realizzate durante gli anni, ad esempio da Jimmy Cliff, Francis Rossi, Ray Charles, Eagle-Eye Cherry e Hothouse Flowers, Grace VanderWaal.

## Versione di Francis Rossi
I Can See Clearly Now è stata registrata anche da Francis Rossi e pubblicata come singolo nel 2010.
Uscito in edizione strettamente limitata, in vinile blu, con la copertina firmata da Francis Rossi e comprendente anche il CD dell'album completo di One Step at a Time.

### Tracce
Lato A
1. I Can See Clearly Now - 3:48 - (J. Nash)

Lato B
1. Intervista a Francis Rossi raccolta da John Keeling - 3:55 -

## Formazione
- Francis Rossi (chitarra solista, voce)
- Nicholas Rossi (basso)
- John Edwards (basso)
- Andy Bown (tastiere)
- Guy Johnson (tastiere cori)
- John 'Rhino' Edwards (basso, voce)
- Leon Cave (percussioni)
- Amy Smith (voce)
- Bob Young (Armonica a bocca)